# Jean Cavaillès
Jean Cavaillès (Saint-Maixent-l'École, 15 maggio 1903 – Arras, 4 aprile 1944) è stato un filosofo e logico francese specializzato in filosofia della matematica e filosofia della scienza.
Prese parte alla Resistenza francese all'interno del movimento Libération, fu arrestato dalla Gestapo il 17 febbraio 1944 e fucilato il 4 aprile 1944.

## Biografia
Cavaillès nacque a Saint-Maixent, Deux-Sèvres . Studiò al Lycée Louis-le-Grand, prima di entrare all'École Normale Supérieure nel 1923, come studente di filosofia. Nel 1927 superò con successo l'esame per conseguire l'agrégation. Nel 1928 studiò sotto la supervisione di Léon Brunschvicg, nel 1929-1930 vinse una borsa di studio della Rockefeller Foundation. Nel 1931 a Gottinga, insieme a Emmy Noether, iniziò il progetto di pubblicazione della corrispondenza Cantor - Dedekind . Fu assistente di insegnamento all'École Normale Supérieure tra il 1929 e il 1935, poi insegnante al Lycée d'Amiens (oggi Lycée Louis-Thuillier) nel 1936. Nel 1937, difese con successo le sue tesi di dottorato all'Università di Parigi. Fu quindi nominato professore a contratto in Logica e in Filosofia generale all'Università di Strasburgo.

## Seconda guerra mondiale
Dopo lo scoppio della seconda guerra mondiale, nel 1939 fu arruolato come tenente di fanteria con il 43 ° reggimento, e in seguito fu assegnato allo Staff della 4ª Divisione Coloniale . Fu catturato l'11 giugno 1940, alla fine del luglio 1940 fuggì dal Belgio a Clermont-Ferrand, dove fu riorganizzata l'università di Strasburgo.
Alla fine di dicembre del 1940, conobbe Emmanuel d'Astier de la Vigerie, con il quale organizzò un piccolo gruppo di combattenti noto come "L'ultima colonna". Per ottenere maggiore visibilità creò un giornale, che sarebbe poi diventato Libération, la cuicprima edizione apparve nel luglio 1941.
Fu nominato professore alla Sorbona nel 1941 e lasciò Clermont-Ferrand per Parigi, dove contribuì a formare il gruppo di resistenza "Libération-Nord", entrando a far parte del suo comitato direttivo.
Nell'aprile del 1942, su invito di Christian Pineau, l'Ufficio centrale di informazione e azione (BCRA) di Londra lo incaricò di formare una rete di intelligence nella zona settentrionale, Cavaillès organizzò la rete e formò gruppi simili in Belgio e nel nord della Francia.
A Narbonne fu arrestato insieme a Pineau dalla polizia francese nel settembre 1942. Dopo un tentativo di fuga a Londra, fallito, fu internato a Montpellier nel campo di prigionia di Saint-Paul d'Eyjeaux da dove riuscì a fuggire alla fine di dicembre 1942. Durante la reclusione Cavaillès scrisse un libro che fu pubblicato postumo nel 1946, edito dall'epistemologo Georges Canguilhem e dal matematico Charles Ehresmann con il titolo "Sur la logique et la théorie de la science".
Riconosciuto come nemico pubblico dal regime di Vichy e ricercato dalla polizia, Cavaillès fuggì a Londra nel febbraio del 1943, dove incontrò il generale Charles de Gaulle in diverse occasioni.
Rientrato in Francia il 15 aprile, si dimise dal Comitato direttivo del movimento Libération per dedicarsi interamente all'azione.
Tradito da uno dei suoi ufficiali, fu arrestato il 28 agosto 1943 a Parigi con sua sorella e suo cognato. Torturato, imprigionato a Fresnes e poi a Compiègne, fu trasferito ad Arras e fu arrestato il 17 febbraio 1944. Questa data fu scelta per la sua morte fino al 2015, quando si scoprì la vera data della sua esecuzione: il 4 aprile 1944. Fu sepolto ad Arras sotto una croce di legno contrassegnata dalla scritta "sconosciuto nº 5", il suo corpo fu riesumato nel 1946 per essere sepolto nella cripta della Sorbona, a Parigi.

## Opere
- Sur the deuxième définition des ensemble finis donnée par Dedekind [ Sulla seconda definizione di insiemi finiti data da Dedekind ], Fundamenta Mathematicae, XIX, 1932, pagg.   143-148.
- L'école de Vienne al Congrès de Prague, Revue de métaphysique et de morale, XLII, 1935, pagg.   137-149.
- Briefwechsel Cantor-Dedekind, ed. di E. Noether e J. Cavaillès, Actualités scientifiques et industrielles, 518, Parigi, Hermann, 1937. Traduzione francese di Charles Ehresmann in Cavaillès, Philosophie mathématique, Parigi, Hermann, 1962, pp.   177-252.
- Remarques on the training of the théorie abstraite des enslesles [ Osservazioni sulla formazione della teoria dell'insieme astratto ], Actualités scientifiques et industrielles, 606 & 607, Parigi, Hermann, 1938. Ristampato in Cavaillès, Philosophie mathématique, Parigi, Hermann, 1962, pp.   23-176.
- Méthode axiomatique et formalisme [ Metodo assiomatico e formalismo ], Actualités scientifiques et industrielles, 608, 609 e 610, Parigi, Hermann, 1938.
- Du collectif au pari [ Dal collettivo alla scommessa ], Revue de métaphysique et de morale, XLVII, 1940, pagg.   139-163.
- La pensée mathématique [ Pensiero matematico ], discussione con Albert Lautman (4 febbraio 1939), Bollettino della Società francese di filosofia, XL, 1946.
- Transfini et continu [ Transfinite and continuum ], Actualités scientifiques et industrielles, 1020, Paris, Hermann, 1947. Ristampato in Cavaillès, Philosophie mathématique, Parigi, Hermann, 1962, pp.   253-274.
- Sur the logique et the théorie de the science [ Sulla logica e la teoria della scienza ], Parigi, Presses universitaires de France, 1947. Traduzione inglese di TS Kisiel in J. Kockelmans e T. Kisiel (a cura di), Fenomenologia e scienze naturali, Evanston, Northwestern University Press, 1970.
- Philosophie mathématique [ Filosofia matematica ], Parigi, Hermann, 1962.
- Compluvres complètes de philosophie des sciences [ Opere complete in filosofia delle scienze ], Parigi, Hermann, 1994.